# Amerikanischer Wolfhund
Der Amerikanische Wolfhund oder AWH ist eine Hunderasse, die von der FCI nicht anerkannt ist.
In den USA kreuzen Züchter amerikanische Wölfe, wie Timberwölfe mit Malamuten, Siberian Huskys, Alaskan Huskys und auch mit dem Deutschen Schäferhund und anderen passenden Hunderassen. In Ermangelung eines offiziellen Rassestandards hat sich jeder Züchter seine eigenen Ziele gesetzt, so dass es derzeit unzählige Linien und Kreuzungen dieser Wolfhunde gibt, die sich sowohl durch körperliche, als auch durch charakterliche Merkmale klar unterscheiden. Die Grenze zwischen Hybriden und dem Versuch, eine Rasse zu schaffen, ist hier fließend. Immer wieder werden auch Wölfe in die Zuchtlinien eingekreuzt. Die Bezeichnung Amerikanischer Wolfshund hat schon zu vielen Missverständnissen geführt, da hier nicht nur Wolfhunde, sondern zum Teil auch Wolfshybriden zu finden sind. Es gibt kaum Untersuchungen und Kontrollen und auch die Dokumentation lässt sehr zu wünschen übrig. Wolfshybriden werden oft als AWH angeboten und gelangen über Händler aus osteuropäischen Ländern schwarz in den Westen oder werden in Internetforen für teures Geld angeboten. Amerikanische Wolfshunde sind sehr sensible Tiere und können sich in ihrem Wesen und Verhalten wie Wolfshunde, aber auch wie Wolfshybriden zeigen, je nachdem, wie viel Wolfsanteil noch in ihren Genen vorhanden ist. Wolfshunde müssen viel intensiver auf Menschen und alle möglichen Umweltreize geprägt werden, was viel mehr Zeit und Aufwand erfordert als bei normalen Hunden.
Da das Erscheinungsbild sehr unterschiedlich ist, werden die Tiere häufig mit Hilfe einer Phänotyp-Beschreibung charakterisiert und angeboten. Als bezeichnung wird dann „low content“, „mid content“ und „high content“ verwendet, manchmal auch noch Unterkategorien wie „upper low“, „lower mid“, „upper mid“ und „lower high“. Mit content ist der Anteil an wölfischen Merkmalen gemeint.

## Rassespezifische Gesetzgebung beim AWH
Der Wolfshund war über weite Strecken seiner Geschichte Gegenstand von Kontroversen, und die meisten rassenspezifischen Gesetze sind entweder das Ergebnis der wahrgenommenen Gefahr des Tieres oder seiner Einstufung als geschützte einheimische Tierwelt. Die Humane Society of the United States, die RSPCA, die Ottawa Humane Society, der Dogs Trust und die Wolf Specialist Group der IUCN Species Survival Commission betrachten Wolfshunde als Wildtiere und daher als Haustiere ungeeignet und unterstützen ein internationales Verbot über den privaten Besitz, die Zucht und den Verkauf von Wolfshunden.
Nach Angaben der National Wolfdog Alliance verbieten 40 US-Bundesstaaten faktisch den Besitz, die Zucht und die Einfuhr von Wolfshunden, während andere den Besitz in irgendeiner Form regulieren. In Kanada sind Wolfshunde in den Provinzen Alberta, Manitoba, Neufundland und Prince Edward Island als Haustiere verboten. Die meisten europäischen Länder, so auch Deutschland, haben das Tier entweder vollständig verboten oder den Besitz eingeschränkt.  Erst ab der fünften Generation (F5) werden Wolfshybriden als Hunde eingestuft.